# Amphicoma fairmairei
Amphicoma fairmairei är en skalbaggsart som beskrevs av Semenow 1891. Amphicoma fairmairei ingår i släktet Amphicoma och familjen Glaphyridae. Inga underarter finns listade i Catalogue of Life.